# Julius Schulz (General, 1889)
Julius Schulz (* 30. Dezember 1889 in Offenbach am Main; † 23. November 1975 in St. Quirin) war ein deutscher Offizier, zuletzt General der Flieger der Luftwaffe im Zweiten Weltkrieg.

## Leben
Beförderungen
- 18. Oktober 1909 Fähnrich
- 22. August 1910 Leutnant
- 25. Februar 1915 Oberleutnant
- 27. Januar 1918 Hauptmann
- 1. Februar 1931 Major
- 1. April 1934 Oberstleutnant
- 1. April 1936 Oberst
- 1. Januar 1939 Generalmajor
- 1. Dezember 1940 Generalleutnant
- 1. Dezember 1942 General der Flieger

### Frühe Jahre und Erster Weltkrieg
Schulz trat am 15. März 1909 als Fahnenjunker in das Infanterie-Regiment „Hessen-Homburg“ Nr. 166 in Bitsch ein, wo er nach seiner Beförderung zum Leutnant bis Ende Oktober 1913 als Kompanieoffizier der 10. Kompanie eingesetzt war. Schon früh wechselte Schulz zur Fliegertruppe über. Von November 1913 bis Juni 1914 absolvierte an der Fliegerschule in Halberstadt eine Ausbildung zum Flugzeugführer und gehörte damit zu den Alten Adlern. Anschließend flog er bis zum Ausbruch des Ersten Weltkrieges bei der Fliegerstation in Metz. Seine Umschulung von Flugzeugtyp Taube auf Doppeldecker erfolgte ebenfalls während dieser Zeit.
Nach dem Ausbruch des Ersten Weltkriegs flog Schulz bis zum 22. November 1914 bei der Feldflieger-Abteilung 5 an der Westfront. An jenem Tag wurde Schulz jenseits der deutschen Linien abgeschossen und geriet in britische Kriegsgefangenschaft. Im August 1916 wurde er aus dieser entlassen und in der Schweiz interniert. Am 2. September 1917 kehrte Schulz nach Deutschland zurück, wo er am 19. September 1917 zum Führer der Werft-Kompanie der Fliegerersatz-Abteilung 9 ernannt wurde. Diese Funktion hielt er bis Anfang Juli 1918 inne. Vom 8. Juli 1918, über das Kriegsende hinaus, fungierte Schulz bis zum Dezember 1918 als Führer der Fliegerschule Krefeld sowie anschließend bis Januar 1919 als Führer des Fliegerhorstes Insterburg.

### Zwischenkriegszeit
Sein Einsatz als Führer der Flieger-Abteilung 409 erfolgte von Januar bis Mai 1919. Danach trat Schulz der Eisernen Division bei, in der er bis Mitte August 1919 verblieb. Vom 17. August bis Ende November 1919 diente Schulz als stellvertretender Führer der Abwicklungsstelle im 1. Unter-Elsässischen Feldartillerie-Regiment Nr. 31. Nach dessen Demobilisierung wurde Schulz in das Reichswehr-Infanterie-Regiment 39 abkommandiert, wo er aber nur wenige Wochen verblieb. Zum 25. Januar 1920 trat er in das Jäger-Bataillon 1 über, das er Ende April 1920 wieder verließ. Im Anschluss hieran diente Schulz bis Ende September 1920 als Hauptmann beim Stab der Kraftfahr-Abteilung 20 sowie danach bis zum November 1922 als Kompanieführer in der Kraftfahr-Abteilung 12. Zum 1. Dezember 1922 erfolgte Schulzes Abkommandierung zum 12. Infanterie-Regiment der Reichswehr. Hier agierte er bis Ende Januar 1931 als Kompaniechef und im Stab des II. Bataillons. Von April 1931 bis März 1934 diente er dann im Stab des Truppenübungsplatzes von Altengrabow.
Zum 1. April 1934 trat Schulz, unter gleichzeitiger Ernennung zum Oberstleutnant, zu der im Aufbau befindlichen Luftwaffe über. Hier fand er bis Ende September 1935 zunächst im Stab des Luftkreis-Kommandos 1, später im Reichsluftfahrtministerium Verwendung. Am 1. Oktober 1935 wurde Schulz zum Kommandeur der Luftkriegsschule in Berlin-Gatow ernannt, die er bis Ende März 1936 führte. Die folgende Dienststellung als Fliegerhorst-Kommandant von Gatow übte Schulz von April 1936 bis August 1939 aus.

### Zweiter Weltkrieg
Im Zuge der Allgemeinen Mobilmachung stieg Schulz am 26. August 1939 zum Kommandeur der Luftwaffe bei der Heeresgruppe Süd auf, dessen Funktion er beim Überfall auf Polen innehielt. Am 25. Oktober 1939 wurde er zum Kommandeur der Luftwaffe bei der Heeresgruppe C ernannt, mit der er am Westfeldzug teilnahm. Nach dessen Beendigung wurde Schulz am 24. Juni 1940 zum Kommandeur des Luftgaustabes z. b. V. 16 ernannt, dessen Aufgaben er bis Ende August 1941 wahrnahm. Zum 30. August 1941 erfolgte seine Ernennung zum Kommandeur des Luftgau-Kommandos Finnland. Dieser wurde am 30. August 1941 umbenannt in den Kommandierenden General der Deutschen Luftwaffe in Finnland, dessen Funktion Schulz dann bis zum 23. Juni 1944 innehielt. Seine Nachfolge trat Willi Harmjanz an. Nach einer kurzen Zeit in der Führerreserve wurde Schulz am 20. Juli 1944 zum Inspekteur für Truppendienst und Erziehung der Luftwaffe ernannt, die er bis zum 17. Februar 1945 ausfüllte. Am 18. Februar 1945 wurde er zum General für ausländisches Luftwaffenpersonal ernannt, wo er bis Ende April 1945 verblieb. Am 30. April 1945 schied Schulz aus dem Wehrdienst aus. Eine Kriegsgefangenschaft folgte nicht.

## Auszeichnung
- Eisernes Kreuz (1914) II. und I. Klasse[1]
- Preußisches Flugzeugbeobachter-Abzeichen[1]
- Hessische Tapferkeitsmedaille[1]
- Baltenkreuz II. Klasse
- Ehrenkreuz des Weltkrieges mit Schwertern
- Wehrmacht-Dienstauszeichnung IV. bis I. Klasse
- Wiederholungsspange zum Eisernen Kreuz (1939) II. und I. Klasse
- Finnischer Orden des Freiheitskreuzes mit Eichenlaub und Schwertern am 1. Juli 1944
- Deutsches Kreuz in Gold am 1. Januar 1945